# Передур Длинное копьё
Передур (лат. Peredurus, валл. Peredyr, Передир), а также Передур Железные Руки (валл. Peredyr Arueu Dur) и Передур Длинное Копье (валл. Peredyr Paladr Hir) (около 510 или 540—580) — последний правитель бриттского королевства Эбрук на территории Древнего Севера.

## Биография
Передур стал королём после смерти своего отца Элифера ап Эйниона. Главной чертой внешней политики Передура являлась война с уже усилившимися саксами. В 560-х годах Передур и его брат Гурги ап Элидири пошли войной на саксов, во главе которых стоял Адда, и в битве при Греу (568 год) они были разбиты. Передур и его брат Гурги участвовали в битве при Арвдеридде (573 год), где они в союзе с Ритерхом Альт-Клуитским разгромили правителя Каэр Гвенддолеу, Гвенддолеу ап Кейдио.
Позднее Передур был убит во время обороны Эбрука. «Анналы Камбрии» датируют это событие 580 годом. Сын Передура, Гургант, бежал в Пеннины. Саксы во главе с Эллой на территории бывшего королевства Эбрук создали государство Дейра.
Предполагается, что Передур мог стать прототипом Рыцаря Круглого Стола Персифаля у Мелори.